# Contia longicaudae
Contia longicaudae là một loài rắn trong họ Rắn nước. Loài này được Feldman & Hoyer mô tả khoa học đầu tiên năm 2010.